# هادی طاووسی
هادی طاووسی (زاده ۱۵ مهر ۱۳۱۷ در تهران) بازیکن فوتبال اهل ایران است.
وی فوتبال را از باشگاه فوتبال شاهین تهران شروع کرد. پس از انحلال شاهین تهران در سال ۱۳۴۷ به باشگاه فوتبال پرسپولیس رفت. وی در سال ۱۳۵۳ از فوتبال کناره‌گیری کرد.

## ریاست فدراسیون فوتبال ایران
طاووسی پس از انقلاب ۱۳۵۷ ایران و جنگ ایران و عراق (۱۵ مهر ۱۳۵۹–۱۷ مرداد ۱۳۶۰) بعد از کنار رفتن ناصر نوآموز از مدیریت فدراسیون فوتبال صاحب این مقام شد. او دومین رئیس فدراسیون بعد از انقلاب بود.

## چهره‌های ماندگار پرسپولیس
طاووسی در مراسمی که در اردیبهشت ۱۳۹۲ از طرف باشگاه پرسپولیس برگزار شد، به عنوان یکی از چهره‌های ماندگار باشگاه پرسپولیس تهران برگزیده شد.

## افتخارات
- قهرمانی در جام باشگاه های تهران در سال های 1337،1338،1339،1344 و1345 به همراه تیم شاهین تهران

- قهرمانی در جام حذفی تهران در سال 1342 به همراه تیم شاهین تهران

- قهرمانی در لیگ تخت جمشید در سال های 1350 و 1352 به همراه تیم پرسپولیس تهران

- قهرمانی در رقابت های جام دوستی در سال 1348 به همراه تیم پیکان تهران [۵]